# Ritmo lombardo

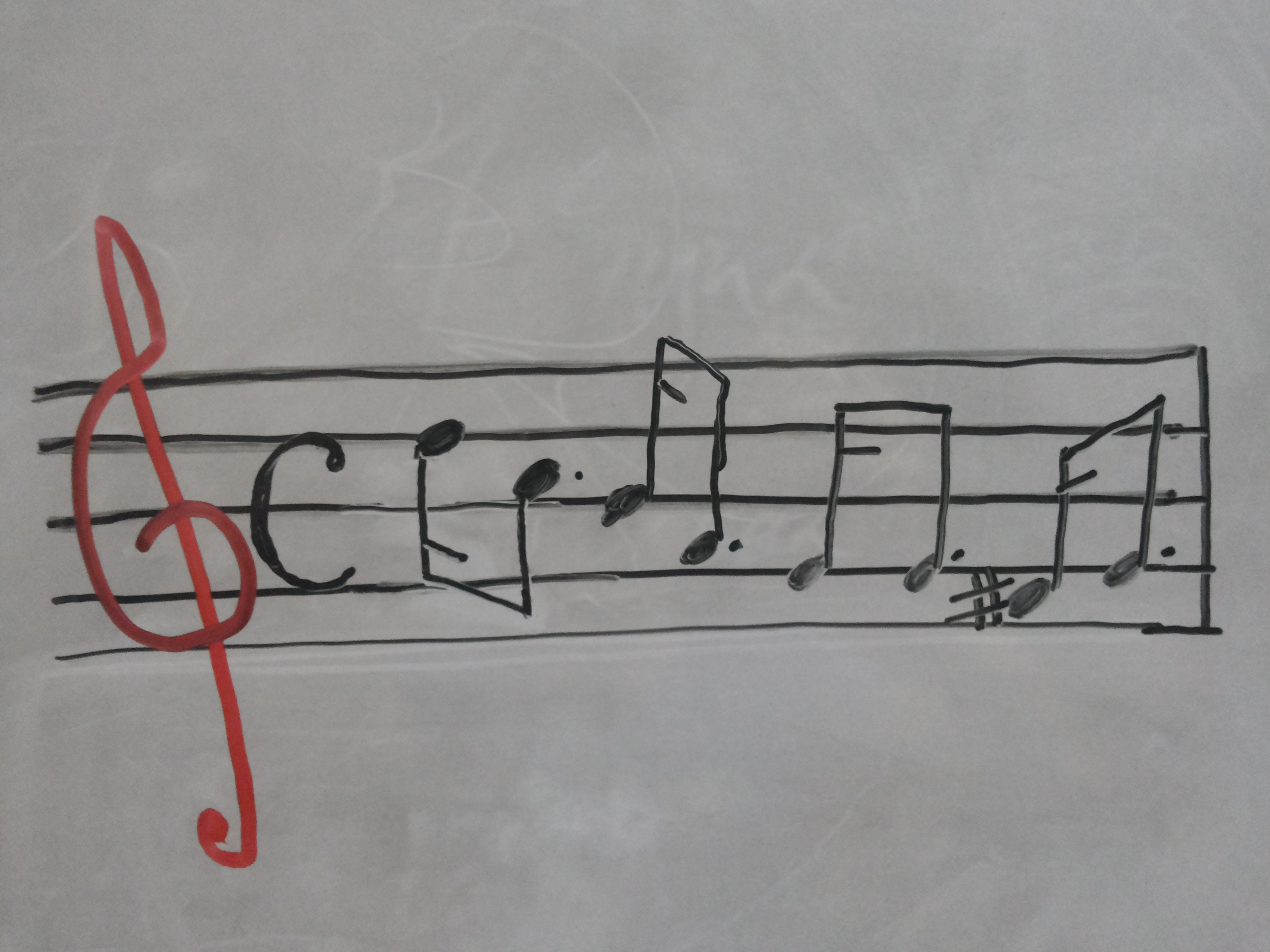
Ilustración del ritmo lombardo.

El ritmo lombardo o Scotch snap es un ritmo asociado principalmente con la música barroca, generalmente consiste en una semicorchea acentuada seguida de una corchea con puntillo. Va justo al contrario que el ritmo usado normalmente en notes inégales, en el cual el valor mayor precede el de menor. En la danza escocesa del campo, el snap escocés está presente en la danza strathspey.
La definición del  Collins English Dictionary de "Scotch Snap" - "un patrón ritmo que consiste en una nota corta seguida de una larga".
- Datos: Q165805